# Квартет (фільм, 2012)
«Кварте́т» (англ. Quartet) — британський трагікомедійний фільм за однойменною п'єсою Рональда Гарвуда, яка йшла у лондонському Вест-Енді (West End theatre) з вересня 1999 по січень 2000. Прем'єра фільму відбулася у вересні 2012 року на міжнародному кінофестивалі в Торонто. Фільм є режисерським дебютом актора Дастіна Гофмана.

## Сюжет
Дія розвивається у розкішному будинку — притулку для літніх, колишніх артистів оперної сцени. Тут щорічно 10 жовтня у день народження Джузеппе Верді відбувається святковий концерт. Цього разу вечір повинен принести прибуток, оскільки притулок під загрозою ліквідації. Тому директор гала, Седрік (Майкл Гембон), запрошує співачку Джін (Мегі Сміт), велику оперну діву. Ексцентрична співачка славиться своїм складним характером, на додаток була колись одружена з одним з жителів притулку, Реджинальдом (Том Кортні). Новоприбула оперна примадонна категорично відмовляється брати участь у концерті. Але вистава все-таки відбувається. У кінцевому квартеті також виступають розпусний Вілфред (Біллі Конолі) і його об'єкт бажання, забудькувата Сіссі (Поліна Колінз).

## Ролі виконують
- Мегі Сміт — Джін Гортон
- Том Кортні[en] — Реджинальд «Редж» Пейдж
- Гвінет Джонс — Енн Ленглі
- Майкл Гембон — Седрік Лівінгстон
- Біллі Конолі — Вілфред «Вілф» Бонд
- Поліна Коллінз — Сесилі «Сіссі» Робсон
- Шерідан Сміт — доктор Люсі Коган
- Ендрю Сакс[en] — Боббі Свенсон
- Тревор Пікок[en] — Джордж
- Давид Ріал[en] — Гаррі
- Люк Ньюбері[en] — Сімон
- Майкл Берн — Френк Вайт

## Цікаві факти
- Фільм був знятий наприкінці 2011 року в будинку Hedsor House побудованому в георгіанському стилі, який знаходиться поблизу Таплов (Taplow) у Великій Британії. Будинок може бути датований 1166 р., коли майно перебувало у власності сім'ї Гедсор (Hedsor). У 18 столітті він був королівською резиденцією принцеси Августи (Augusta of Great Britain).
- Фільм був режисерським дебютом 75-річного Дастіна Гофмана.

## Нагороди
- 2012 Нагорода Міжнародного кінофестивалю у Чикаго
  - Приз глядацьких симпатій — Дастін Гоффман[2]
- 2012 Кінопремія Голлівуду:
  - за здобутки в режисурі — Дастін Гоффман[3]
- 2012 Національна рада кінокритиків США (National Board of Review) вписала фільм до списку «Десять найкращих незалежних фільмів»[4]